# Otokar Cobra
ББМ Otokar Cobra (Kobra) — турецька повноприводна бойова броньована машина з колісною формулою 4х4.

## Історія створення
Машина розроблена компанією Otokar з використанням величезного досвіду, отриманого при створенні машин з колісною формулою 4x4 на основі шасі Land Rover. Cobra має суцільнозварний броньований корпус. Використовується шасі американської багатоцільової машини підвищеної прохідності HMMWV (4x4).

## Будова бронеавтомобіля
Передня частина корпусу вертикальна, ніс скошений вниз, капот майже горизонтальний. Лобове двоскладове скло встановлено з нахилом. Дах горизонтальний, у центрі встановлюється озброєння. У даху є два люки.
Кормовий лист встановлений під нахилом, є широка дверка, яка відкривається вліво. У двері передбачений прилад спостереження з амбразурою. Борти мають по відкривається назовні двері, по вікну в верхній частині кожної. У двері передбачений прилад спостереження з амбразурою.

## Модифікації
- командирська машина
- медична машина
- розвідувально-дозорна машина. Може бути озброєна 7,62-мм кулеметом, 12,7-мм кулеметом Browning M2HB або 40-мм автоматичним гранатометом Mk.19.
- самохідний противотанково-ракетний комплекс з ракетами T0W
- інженерна машина EOD BRAAT. Замість кулемета в башті установлена 12,7-мм снайперська гвинтівка M82A1.
- машина огневої підтримки. У башті встановлена 20-мм гармата M621.
- радіолокаційна машина. Встановлена РЛС ARS-2000.

### Cobra II

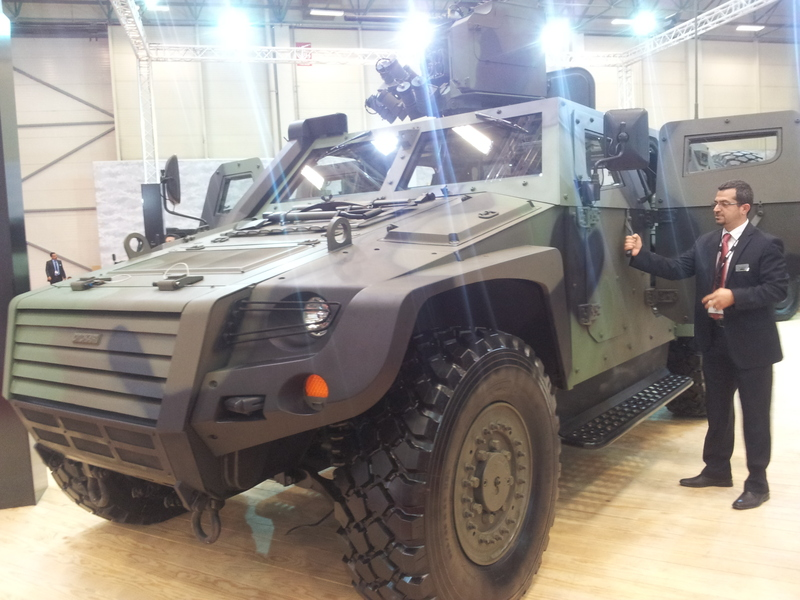
Cobra II на IDEF 2013

На виставці IDEF 2013 була представлена модифікація Cobra II. Оновлена машина виконана більш захищена, має більші габарити, а її маса зросла майже вдвічі у порівнянні з попередньою версією. Машина виконана за модульною схемою та здатна нести корисне навантаження масою до 2,5 т. Максимальна швидкість по шосе становить до 110 км/год, запас ходу — до 700 км. За потреби машина може бути виготовлена в конфігурації амфібії. Вже у 2018 році машина брала участь у навчаннях EFES 2018.
В березні 2021 року було представлено модернізовану версію Cobra II. Попередня версія мала менші габарити і використовувала елементи підвіски американського позашляховика HMMWV, але на відміну від нього замість рами вони змонтовані на суцільнометалевому корпусі.
Новий виріб від турецької компанії Otokar належить до категорії MRAP і має модульну конструкцію та у залежності від завдань може змінювати комплектацію. COBRA-II здатний перевезти до 11 осіб у різних варіантах компонування, може бути виконаний за вимогою замовника на 3 або 5 дверей.
Як озброєння можливо встановлення бойових модулів або турелі для кулеметів, а внутрішній простір для розміщення різноманітного обладнання.

## Бойове застосування
Otokar Cobra турецької армії широко використовуються під час анти-террорістичної операції в південному Іраку та в Афганістані.
Нігерійські військові відзначились під час бойових дій проти терористів Боко харам в північно-східних районах країни в 2013.

### Російсько-грузинська війна
Під час Російсько-грузинської війни 2008 року ББМ Cobra використовувались підрозділами МВС Грузії. Частина була озброєна 12,7-мм кулеметом, частина — 40-мм автоматичним гранатометом. Декілька було знищено.

### Громадянська війна в Сирії
ББМ Cobra брали участь і в боях за місто Аль-Баб на півночі Сирії під час операції «Щит Євфрату». Бої розпочались в грудні 2016 року і спочатку турецькі сили зіштовхнулись із запеклим опором бойовиків ІДІЛ. 20 січня 2017 року ІДІЛ оприлюднила відео (трохи довше 20 хвилин), на якому були показані знищені танки, бронетранспортери, інша військова техніка турецьких військових в боях за місто. В основному, була показана знищена техніка навколо шпитального комплексу, що знаходиться на пагорбі, що височіє на захід від міста. Серед іншого, у відео показано щонайменше 7 знищених та виведених з ладу танків Leopard 2A4, один M60T, бойову машину FNSS ACV-15, декілька бронеавтомобілів Otokar Cobra, патрульних машин ZPT, тощо.

## Оператори
- Туреччина — 789 Cobra
- Алжир — 600 Cobra[6]
- Грузія — 300 Cobra.
- Малайзія — 257 Cobra.
- Нігерія — 193 Cobra.
- Україна — невідома кількість.
- Азербайджан — 100 Cobra.
- Казахстан — 30+ Cobra. Ліцензійне виробництво.
- Бангладеш — 24 Cobra 2007—2008 — армія, 2010 — 7 поліція.[7]
- Словенія — 10 Cobra[8]
- Росія — 6 Cobra захоплені в Грузії під час війни. Мінімум 1 машина в робочому стані.
- Мальдіви — 5 Cobra[9]
- Бахрейн
- Пакистан
- Перу
- ОАЕ

### Гана
За даними бази даних торгівлі зброєю SIPRI (Стокгольмський інститут дослідження проблем миру), Гана замовила 30 броньованих машин 4×4 у версіях COBRA-I та COBRA-II.
У першому варіанті бронемашини були доставлені упродовж 2018—2019 років.
31 березня 2021 року за участі президента країни відбулась урочиста церемонія передачі бронемашин COBRA-II. Таким чином, країна стала першим іноземним оператором бронемашин цієї моделі.

## Галерея

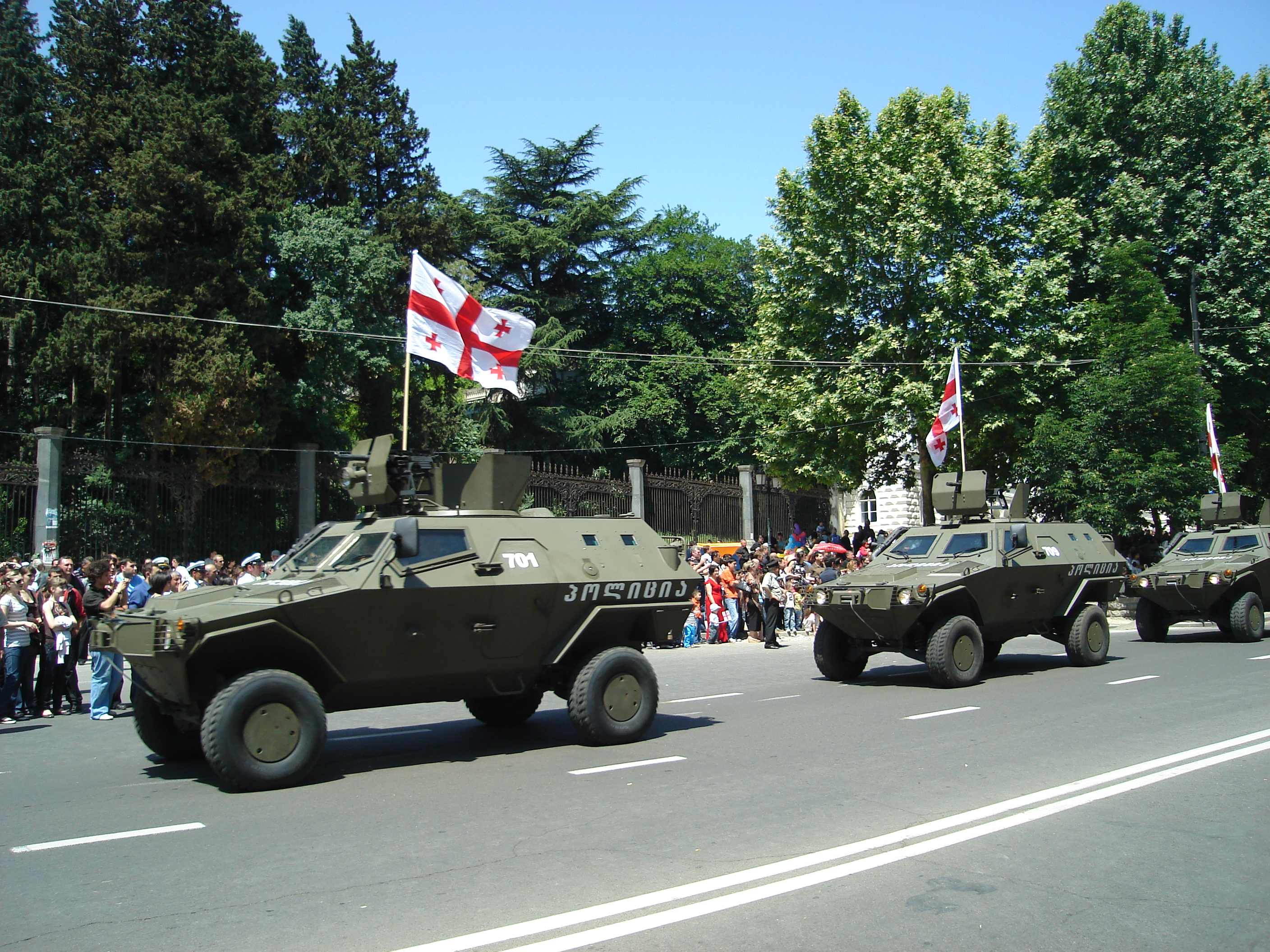
Грузинські машини, 2008
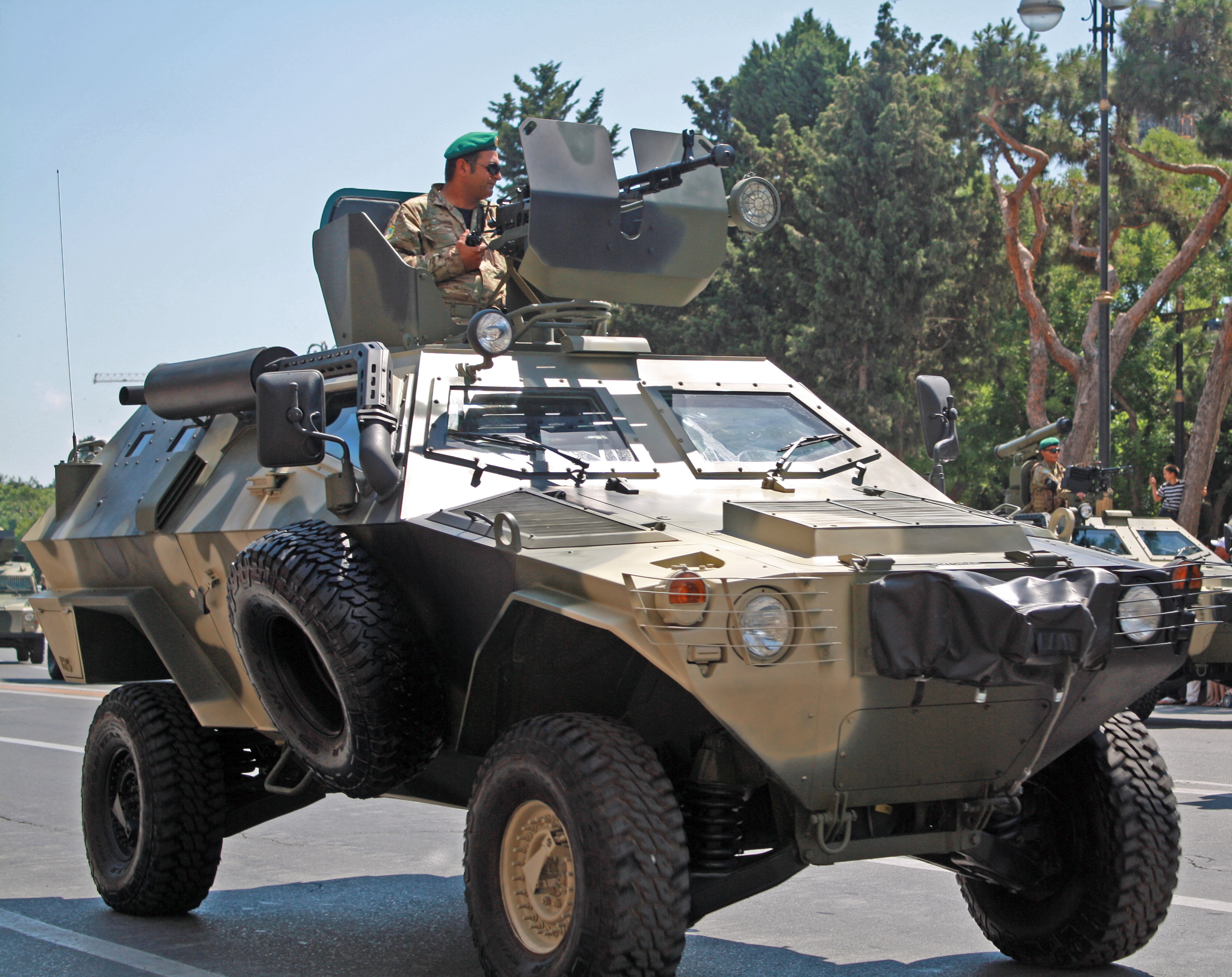
Азербайджанська машина, 2011
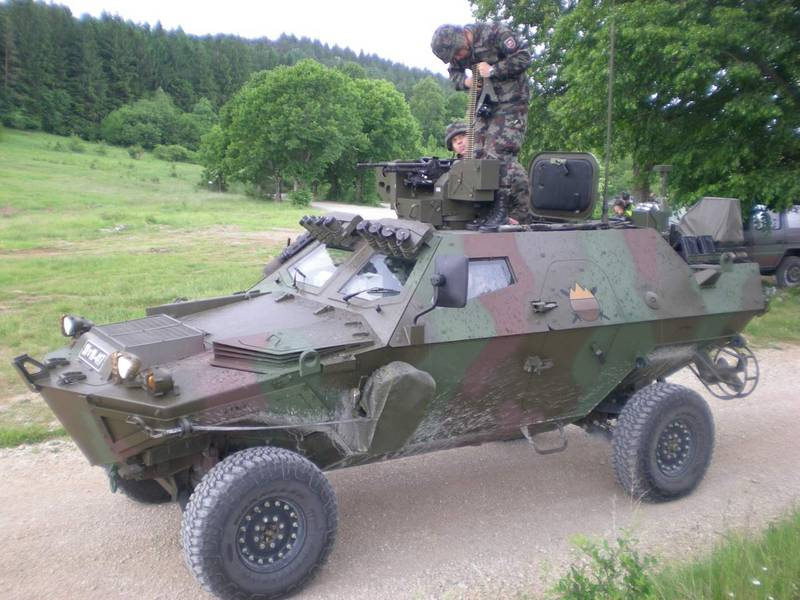
Словенія, 2009